# أنطونيو ستوباني
أنطونيو ستوباني (24 أغسطس 1824  –  1 يناير 1891) هو كاهن كاثوليكي إيطالي، وجيولوجي وعالم حفريات. درس جيولوجيا المنطقة الإيطالية وكتب مقالاً شائعًا بعنوان Il Bel Paese يتحدث عن الجيولوجيا والتاريخ الطبيعي.

## روابط خارجية
- أنطونيو ستوباني على موقع ديسكوغز (الإنجليزية)
- Il Bel Paese (طبعة 1915)
- Studii geologici e paleontologici sulla Lombardia (1857)
- إيل دوجما لو سكاينس (1978)
- Corso di geologia volume 1 volume 2 volume 3
- Les Pétrifications d'Ésino